# Wounded Love Records
Wounded Love Records es un sello discográfico italiano. Se especializa en black metal, doom metal, metal gótico y dark wave. Fue fundado como disquera independiente en 1992. En 1996, pasó a ser parte de Avantgarde Music.